# Балезинская улица (Ижевск)
Балезинская улица — улица в Ленинском районе города Ижевск. Проходит от Постольской улицы до Шабердинского тракта. Нумерация домов ведётся от Постольской улицы. Протяжённость улицы около 1 км.
Улица образована в соответствии с решением исполкома городского совета депутатов 28 августа 1938 года. Названа по посёлку Балезино — районному центру и крупному железнодорожному узлу на севере Удмуртии.

## Расположение
Балезинская улица находится на западе Ижевска, в частном секторе жилого района Машиностроитель Ленинского административного района города. Расположена между улицами Джамбула и Чайковского. Начинается от Постольской улицы и проходит от неё в северо-восточном направлении. Заканчивается на перекрёстке с Шабердинским трактом у дома № 78 по улице Чайковского.
Пересекает Транспортную улицу, улицы Николая Островского, Крылова, Писарева, Тульскую улицу и улицу Гастелло.

## Транспорт
- К началу улицы — троллейбус № 9, 10, автобус № 34, маршрутное такси № 45, 53, 366 (ост. Школа милиции)
- К концу улицы — автобус № 8, 8К, 21, 34, маршрутное такси № 353, 363 (ост. Ул. Чайковского)